# Concerto pour orgue, cordes et timbales
Le Concerto pour orgue, orchestre à cordes et timbales en sol mineur est une œuvre de Francis Poulenc composée entre 1934 et 1938. Le concerto a été commandé par la Princesse de Polignac, à laquelle il est dédié. Achevé à Anost près d'Autun en août 1938, il a été créé à la salle Gaveau à Paris le 21 juin 1939 avec Maurice Duruflé à l'orgue et l'Orchestre symphonique de Paris dirigés par Roger Désormière.
Le concerto est écrit pour orgue, timbales et orchestre à cordes.
Le concerto dure plus de vingt minutes, et consiste en un seul mouvement continu avec sept indications de tempo : Andante, Allegro giocoso, Subito andante moderato, Tempo allegro. Molto agitato, Très calme : Lent, Tempo de l'allegro initial et Tempo d'introduction : Largo.

## Discographie
- Berj Zamkochian et l'orchestre symphonique de Boston dirigé par Charles Munch en 1960 (RCA)
- Maurice Duruflé et Orchestre de la Société des concerts du Conservatoire dirigé par Georges Prêtre (EMI)
- Marie-Claire Alain et l'orchestre national de l'ORTF dirigé par Jean Martinon (Erato)
- Marie-Claire Alain et l'orchestre philharmonique de Rotterdam dirigé par James Conlon (Erato)
- André Isoir et l'Orchestre de Picardie dirigé par Edmon Colomer (Calliope)
- Philippe Lefebvre et l'orchestre national de Lille dirigé par Jean-Claude Casadesus (Naxos)
- Jan Bokszczanin et l'Orchestre symphonique national de Biélorussie (be) dirigé par Alexander Anissimov (en) (ARMS Records, 2010)